# Classificazione dei formaggi

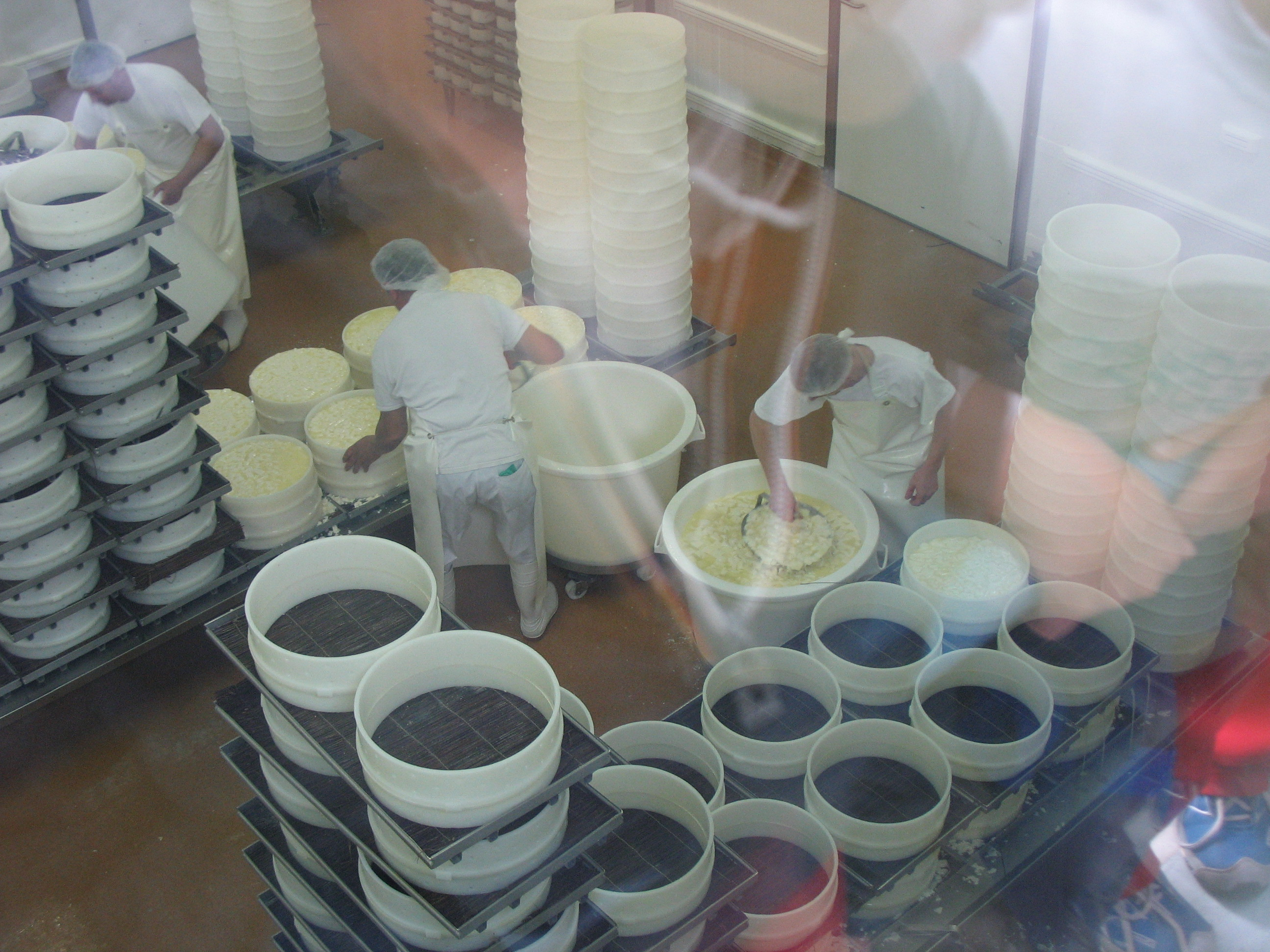
Lavorazione del formaggio Brie in un caseificio

Con classificazione dei formaggi si intende la distinzione effettuata tra i vari tipi
di formaggio a seconda del latte utilizzato, del contenuto in grassi, della consistenza della pasta, del tipo di crosta di cui sono composti e del processo di stagionatura al quale i formaggi sono sottoposti durante la produzione nei caseifici: in particolare si parla di "formaggio" senza altre specificazioni solo quando il latte è totalmente vaccino.

## Classificazione
I formaggi possono essere classificati secondo almeno otto criteri:
In base al tipo di latte utilizzato si avranno:
- Formaggi vaccini di latte vaccino
- Formaggi pecorini di latte pecorino
- Formaggi caprini di latte caprino
- Formaggi bufalini di latte bufalino
- Formaggi misti quando sono prodotti con miscele di tipo di latte

- Formaggi a latte crudo
- Formaggi a latte pastorizzato

In base al contenuto di grassi si avranno:
- Formaggi grassi
- Formaggi semigrassi
- Formaggi leggeri
- Formaggi magri

In base alla consistenza della pasta si avranno:
- Formaggi a pasta molle
- Formaggi a pasta semidura
- Formaggi a pasta dura

- Formaggi a pasta cruda
- Formaggi a pasta semicotta
- Formaggi a pasta cotta

In base al processo di lavorazione della pasta si avranno:
- Formaggi a pasta erborinata
- Formaggi a pasta filata
- Formaggi a pasta pressata
- Formaggi a pasta fusa

- Formaggi a crosta fiorita
- Formaggi a crosta lavata
- Formaggi affumicati
- Formaggi conciati

In base ai tempi di stagionatura si avranno:
- Formaggi freschi
- Formaggi a stagionatura media
- Formaggi a stagionatura lenta

## Il latte del formaggio
Il latte può subire un trattamento termico iniziale: si parla di formaggi di "latte pastorizzato" o formaggi di "latte crudo". La scelta tra le due opzioni varia in funzione di molti fattori: tipo di formaggio, caratteristiche igieniche della produzione e conferimento del latte, legislazione vigente, usi locali, caratteristiche organolettiche che si vogliono ottenere. Vi sono in atto tendenze culturali per promuovere i formaggi di latte crudo e per riscoprire i prodotti tipici dell'alpeggio o del pascolo.
A seconda del tipo di latte utilizzato e dal tipo di scrematura cui viene sottoposto, varia la percentuale di grassi all'interno del formaggio. I formaggi vengono quindi differenziati in formaggi grassi, formaggi semigrassi e formaggi magri. Alcuni dietologi non condividono queste definizioni, affermando che nessun formaggio può essere considerato magro, poiché la percentuale di grasso è sempre almeno del 20% (tranne il graukäse, formaggio antichissimo a cagliata acida prodotto in Alto Adige la cui percentuale di grassi non supera mai il 2%). La percentuale di grasso varia anche a seconda della provenienza del latte: il latte di bufala e di pecora sono generalmente più grassi rispetto al latte vaccino o caprino.

### Formaggi a latte crudo
Un formaggio è a "latte crudo" se la materia prima non è stata sottoposta a pastorizzazione. Il latte è avviato alle fasi iniziali di sosta e/o acidificazione a temperatura di circa 38 °C, che è analoga a quella di mungitura. Per taluni tipi di formaggio la temperatura è sensibilmente minore, prossima a quella ambiente. In questo caso, la microflora batterica positiva del latte è mantenuta inalterata con effetti specifici sulle caratteristiche organolettiche del formaggio. Solitamente, i formaggi a latte crudo subiscono la cottura della pasta. Un formaggio di latte crudo è il Parmigiano-Reggiano, vi sono poi anche numerosi formaggi d'alpeggio o di malga di media stagionatura (formaggelle, robiole, stracchini, tome, etc.) che però sono a pasta cruda.

### Formaggi a latte pastorizzato
Un formaggio è di "latte pastorizzato" se si è proceduto al trattamento termico di pastorizzazione.
In questo caso il latte è portato a 72 °C per 15 s. L'effetto è quello di eliminare eventuali batteri patogeni e di ridurre la microflora (sia caseofila che dannosa). In questi casi, è necessario l'insemenzamento mediante innesti o starter. La pastorizzazione è impiegata tipicamente nei formaggi freschi e molli (che sono poi solitamente a pasta cruda). Formaggi di latte pastorizzato sono il Gorgonzola  e lo Squacquerone di Romagna.

### Formaggi a coagulazione acida
I formaggi a coagulazione acida (detta anche coagulazione lattica dato che è operata per acidificazione effettuata dai batteri lattici) si ottengono utilizzando latte inacidito senza o con pochissimo caglio. Sono di semplicissima lavorazione.

### Formaggi grassi
I formaggi "grassi" o di "latte intero" sono ad esempio lo Storico Ribelle (Bitto Storico), il Dolomiti o il Casolet, il cui contenuto di grassi è superiore al 42%. Sono i formaggi con la maggior quantità di lipidi e vengono prodotti con il latte intero, cioè non scremato.

### Formaggi semigrassi

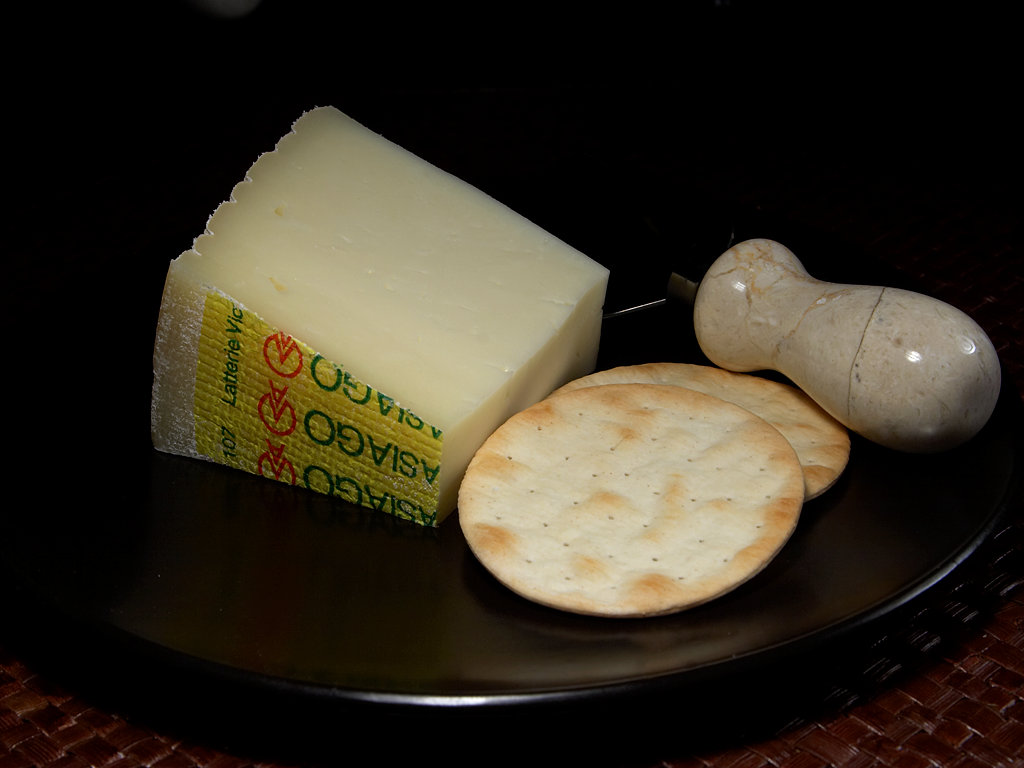
L'Asiago, formaggio semigrasso DOP

I formaggi "semigrassi", sono quelli come l'Asiago il cui contenuto di grassi è generalmente compreso tra il 35% e il 42%. Prodotti solitamente nelle zone montuose, prevedono la parziale scrematura del latte utilizzato per la produzione.

### Formaggi leggeri
I formaggi "leggeri" sono quelli come il Quark o il Silandro leggero, il cui contenuto di grassi è generalmente compreso tra il 20% e il 35%. Formaggi freschi e formaggi duri con scrematura rilevante rientrano in questa categoria, comunque piuttosto limitata in termini di varietà.

### Formaggi magri

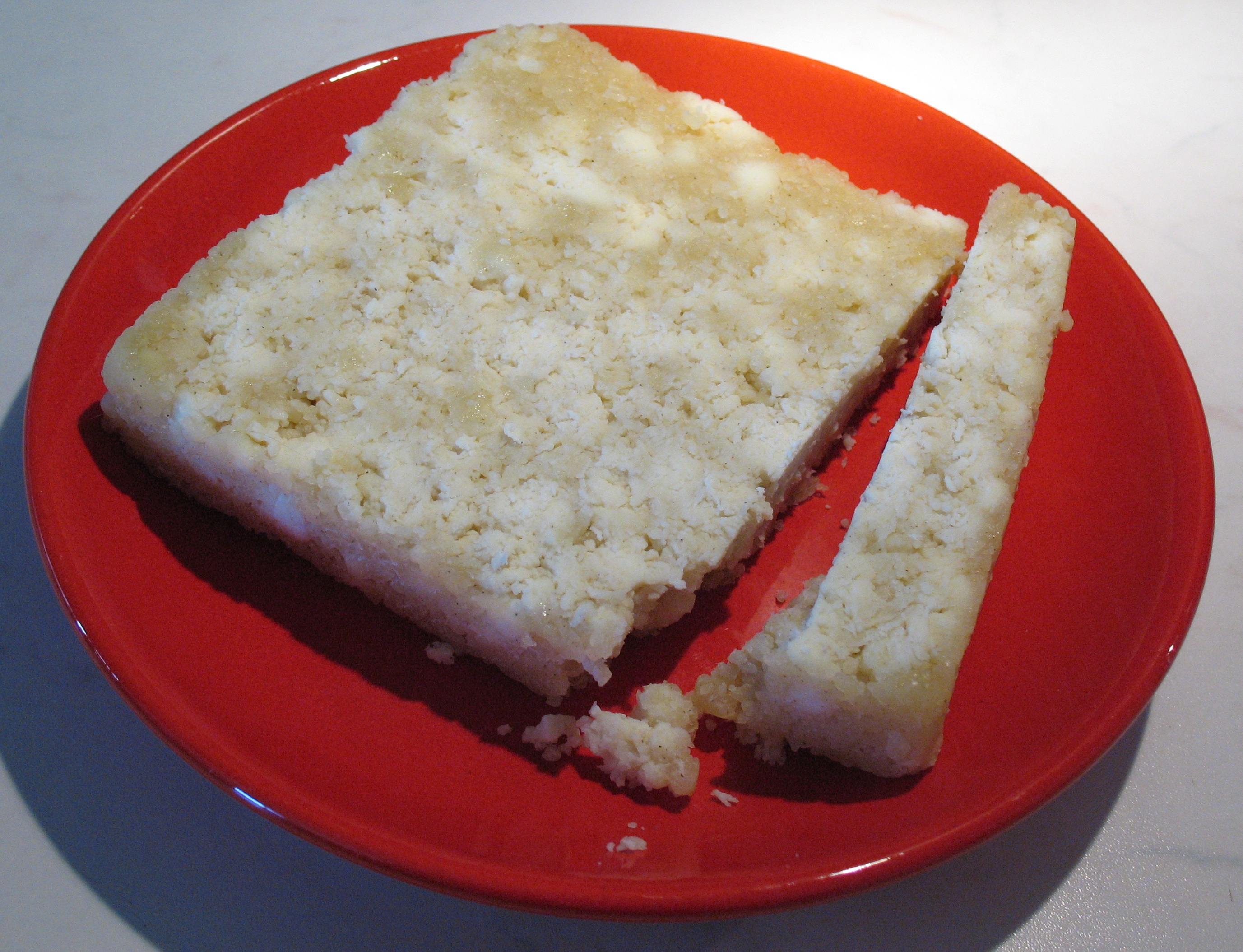
Il Graukäse, formaggio magro

I formaggi "magri" hanno un contenuto di grassi inferiore al 20%. I formaggi magri sono pochissimi poiché produrre un formaggio significa, in modo molto semplicistico, concentrare i grassi contenuti nel latte tramite la disidratazione dello stesso.
Esistono in commercio vari tipi di formaggi definiti "magri", che durante la lavorazione vengono sottoposti ad un processo di scrematura, che tuttavia tende a impoverire il gusto. Si possono citare la "cagliata magra" nonché alcuni caprini totalmente scremati e il Graukäse, che nonostante la quasi assenza di grassi perché fatto con il latte totalmente scremato, residuo della produzione del burro, ha un gusto forte e deciso. In realtà, la maggior parte dei prodotti caseari classificabili come magri sono latticini e non formaggi: ad esempio, la ricotta.

## La pasta del formaggio
Con pasta si intende tutta la parte di formaggio esclusa la crosta. La consistenza della pasta varia a seconda della quantità d'acqua in essa contenuta e del periodo di stagionatura alla quale è sottoposta. In ordine alla classificazione, per cottura della pasta s'intende il tipo di processo termico che ha subito la cagliata.
Attenzione a non confondere formaggio a "latte" crudo con formaggio a "pasta" cruda: sono due cose diverse e le combinazioni di formaggio a seguito dei due tipi di processo termico (latte e cagliata) sono molte.

### In base alla consistenza della pasta
La distinzioni relative alla consistenza attengono alla % di acqua presente nella pasta e non sono da confondere (sebbene ovviamente siano correlate fisicamente) con quelle relative ai tempi di stagionatura.

#### Formaggi a pasta molle

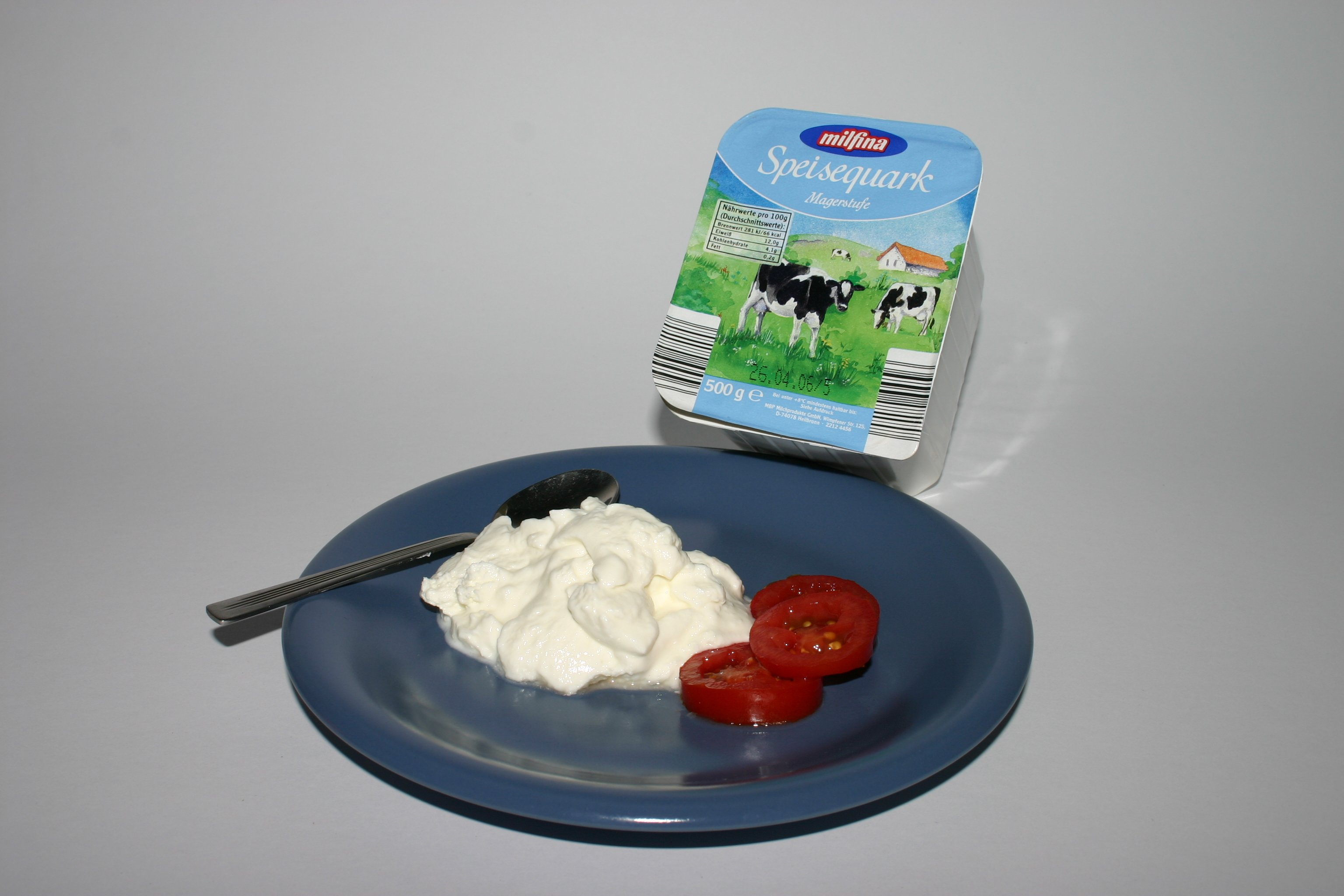
Il Quark, formaggio cremoso tedesco

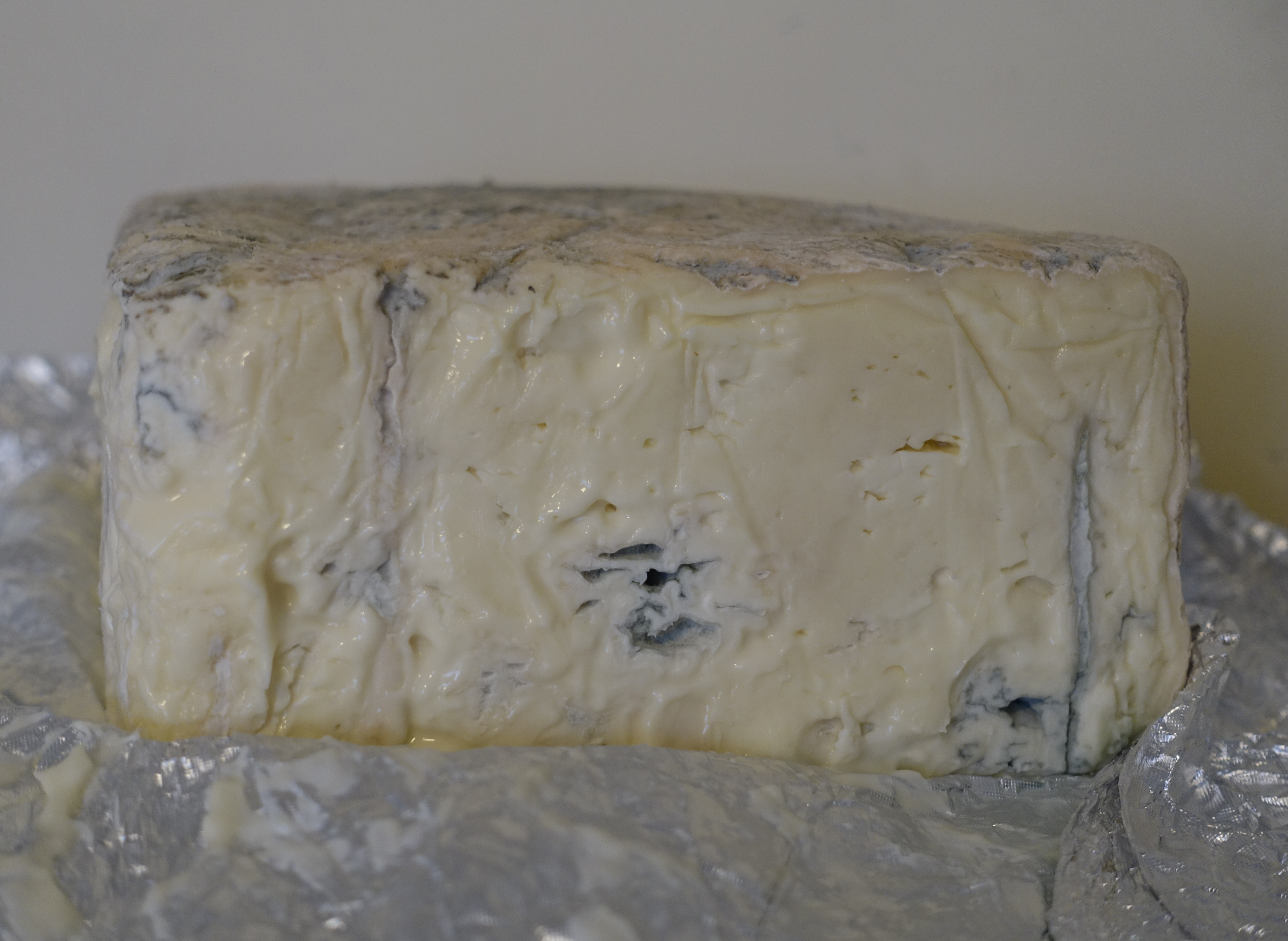
Gorgonzola a pasta molle

I formaggi a "pasta molle", come il Gorgonzola o il Camembert, sono i formaggi la cui cagliata, al momento della lavorazione, non è stata soggetta a riscaldamento o pressione mantenendo il formaggio morbido e liscio anche a piena stagionatura e quindi con un contenuto di acqua relativamente alto, tra il 45% e 70%. Di norma il periodo di stagionatura dei formaggi a pasta molle è relativamente breve in quanto il prodotto matura naturalmente in pochi giorni. Italico, stracchino, formaggella sono ottimi esempi di formaggio a pasta molle.
Nella categoria dei formaggi molli vanno menzionati i formaggi "cremosi" (distinti ulteriormente in "doppia" o "tripla crema"), come il mascarpone, il cui elevato contenuto di acqua comporta una consistenza semiliquida e particolarmente cremosa della pasta. Spesso raggruppati tra i formaggi freschi, i formaggi cremosi non subiscono alcun tipo di cottura della cagliata o di stagionatura nelle cantine. Crescenza e Squacquerone sono anch'essi formaggi molto molli ovvero cremosi.

#### Formaggi a pasta semidura

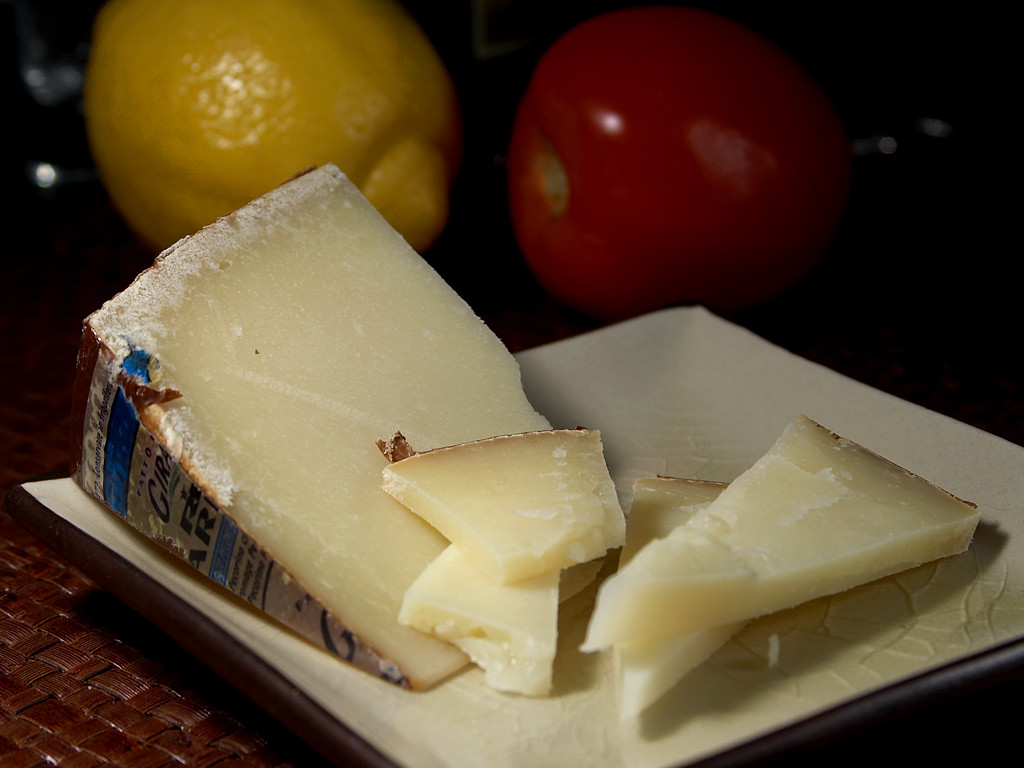
Pecorino sardo a pasta semidura

Formaggi a "pasta semidura" sono, tra gli altri,  il pecorino toscano o il bra, il cui contenuto di acqua è generalmente compreso tra il 36% e il 45% e subiscono una stagionatura media.

#### Formaggi a pasta dura

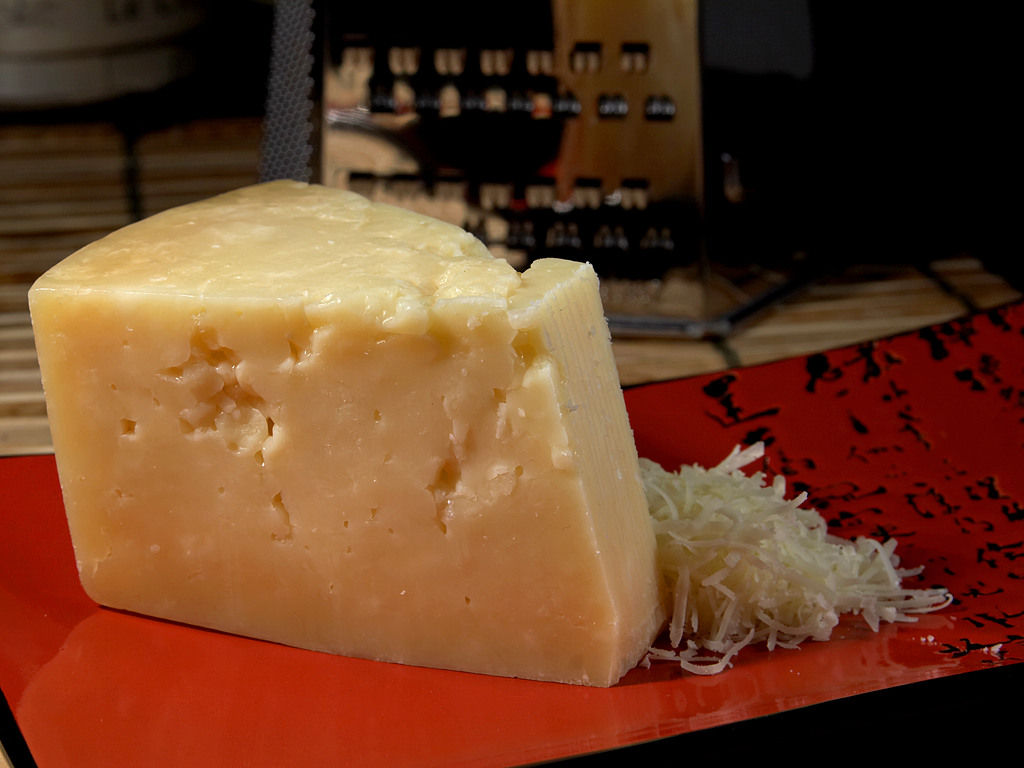
Formaggio grana Parmigiano-Reggiano a pasta dura

I formaggi a "pasta dura", come il formaggio grana o il Nostrano Valtrompia, hanno un contenuto di acqua relativamente basso, in genere dal 30% al 40%, e sono a stagionatura lenta.

### In base alla temperatura di lavorazione della pasta

#### Formaggi a pasta cruda
I formaggi a "pasta cruda" sono come la robiola o il taleggio, la cui cagliata non è stata sottoposta a nessun processo di cottura o riscaldamento e la concentrazione dei grassi avviene unicamente per disidratazione.

#### Formaggi a pasta semicotta

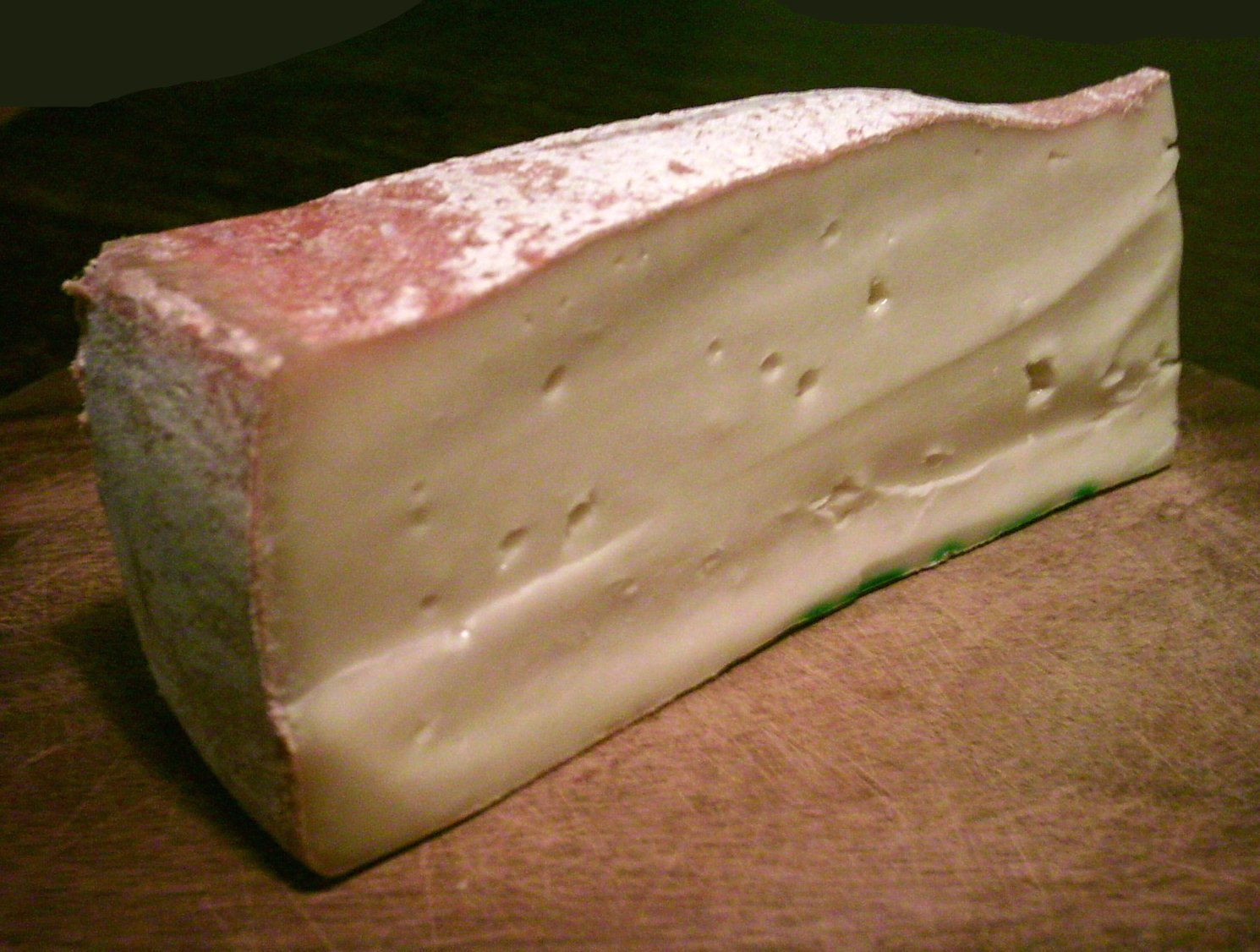
Fontina DOP a pasta semicotta

I formaggi a "pasta semicotta" sono quelli come la Fontina o lo Stelvio, la cui cagliata è stata riscaldata ad una temperatura di circa 48 °C.

#### Formaggi a pasta cotta

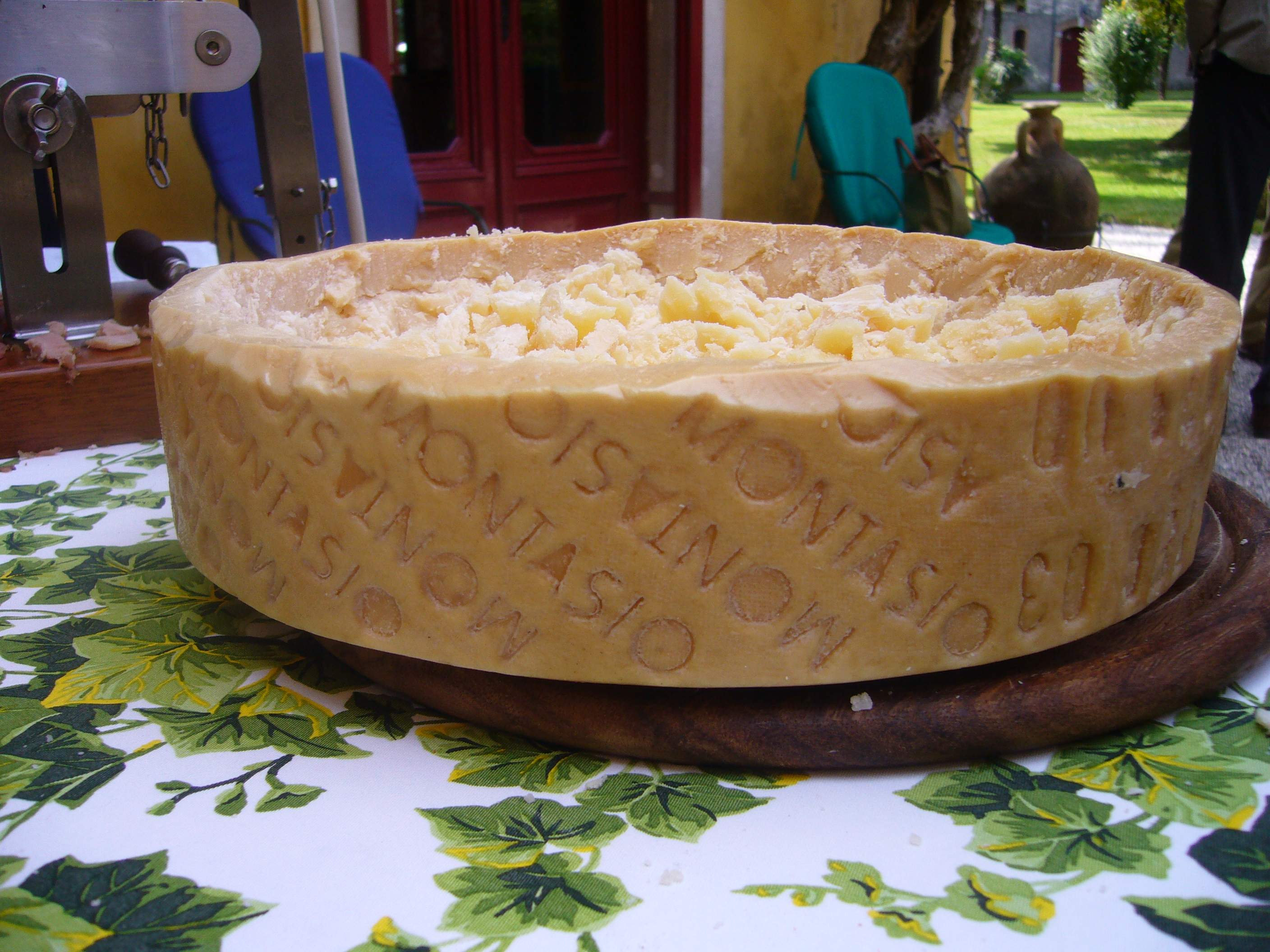
Una forma di Montasio a pasta cotta

I formaggi a "pasta cotta" sono ad esempio il Montasio, Piave o il Bitto, la cui cagliata è stata riscaldata ad una temperatura superiore ai 50 °C. I formaggi di tipo "grana" sono tutti a pasta cotta.

### In base al processo di lavorazione della pasta

#### Formaggi a pasta erborinata

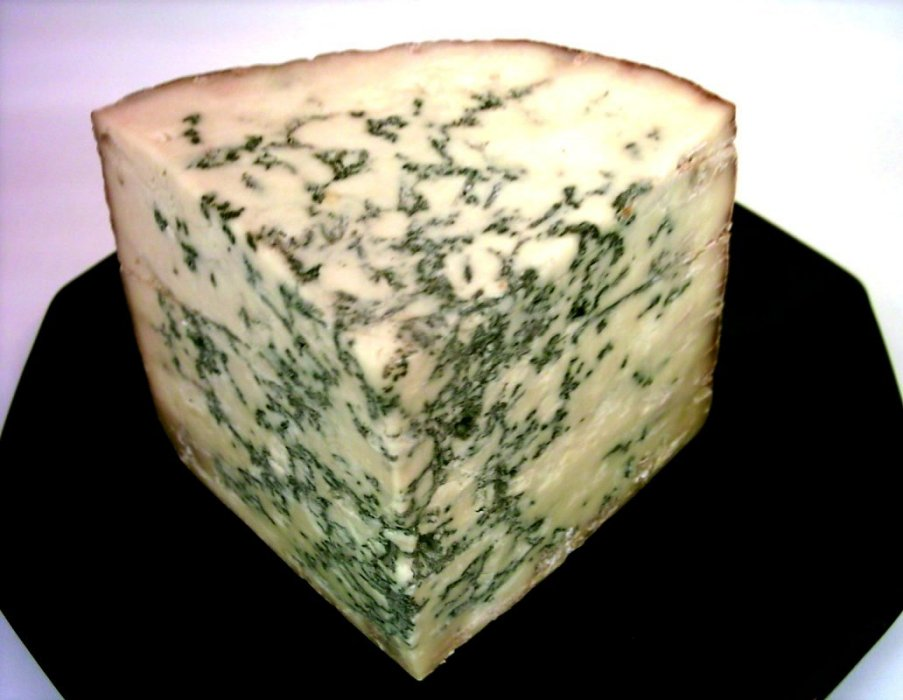
Stilton inglese a pasta erborinata

I formaggi a "pasta erborinata", chiamati anche "formaggi blu" ((EN)  blue cheese, (FR)  fromage bleu), sono quei formaggi come il Gorgonzola, lo Stilton inglese e il Roquefort, il cui processo di lavorazione prevede la comparsa di striature e chiazze verdi-blu all'interno della pasta, dovute alla formazione di miceli colorati dati dalle colture di funghi del genere Penicillium alle quali le forme vengono sottoposte.

#### Formaggi a pasta filata

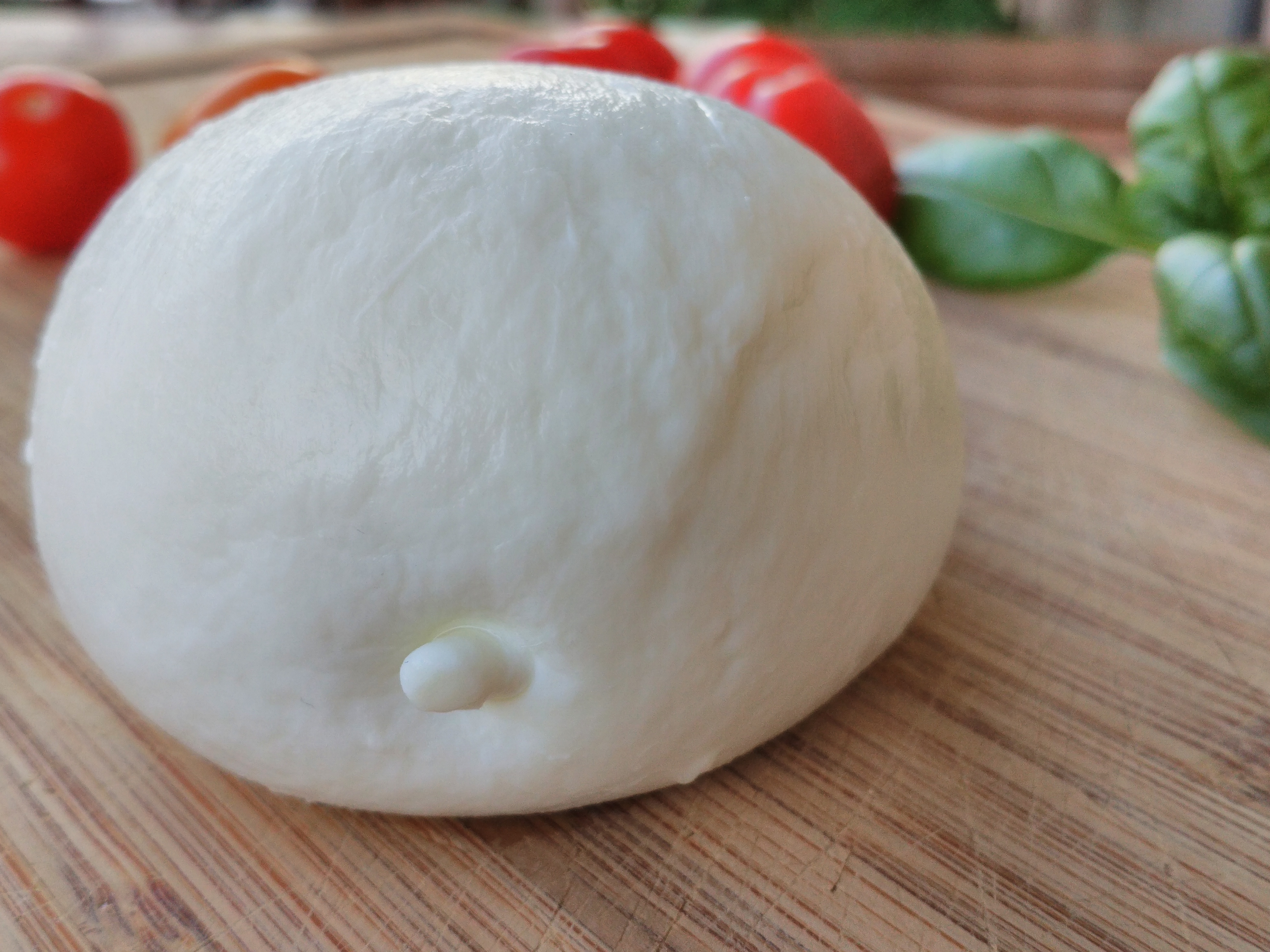
Mozzarella a pasta filata

Sono una categoria di formaggi tipici dell'Italia meridionale e dell'Italia centrale, accomunati dalla lavorazione della cagliata matura con acqua bollente che riduce la caseina in fili sottilissimi e lunghissimi.
La cagliata fila quando il paracaseinato di calcio ha eliminato parte del calcio combinato alla caseina. La filatura consiste nel sottoporre la pasta fusa a flusso elongazionale esercitando un'azione di stiro delle micelle caseiniche saldate tra loro a seguito della coagulazione del latte e rese mobili dall'acidificazione della cagliata. Più semplicemente, la filatura è l'operazione in virtù della quale dieci grammi di cagliata matura portati a elevata temperatura, si possono tirare in filamenti continui di lunghezza superiore ad un metro.
La cagliata viene sottoposta a trattamenti fisici (acqua bollente e rotazioni) che provocano dei mutamenti della struttura, da grumi a quella di filamenti che originano "gomitoli" più o meno grandi: mozzarelle, scamorze, etc. Con tale pratica molto complessa si ha un dilavamento della cagliata con notevole perdita di grasso proveniente dal latte di partenza e dal siero residuo nella cagliata. Il "liquido di filatura" che residua dopo aver ottenuto i formaggi a pasta filata è ancora ricco in grasso e viene scremato per affioramento; la materia grassa così ottenuta viene aggiunta al siero e poi passata per la scrematrice centrifuga per ottenere panna di siero più ricca.
Il liquido di filatura, scremato per affioramento, diventa poi la base per il liquido di governo e la salsetta tradizionale. I formaggi freschi a pasta filata subiscono un solo trattamento termico, la filatura, mentre i semi-duri (scamorze, cacetti, ecc.) ed i duri (caciocavalli, provoloni, ecc.) subiscono prima della filatura una vera e propria "cottura" con acqua molto calda; la cagliata (acerba) appena rotta in piccole dimensioni, viene riscaldata con acqua e/o siero a 75-85 °C così da portare la temperatura della massa caseosa a 40-45 °C o addirittura 50 °C.
Questa operazione serve ad eliminare acqua dalla cagliata ed ottenere un prodotto più asciutto e quindi più conservabile, ma questa pratica comporta un'ulteriore perdita di grasso della cagliata iniziale, che viene recuperato scremando il liquido di filatura, oltre a una riduzione della carica batterica filo casearia.
I rendimenti, in genere, si calcolano dopo 24 ore dalla fabbricazione, oppure alla fine della lavorazione o, meglio ancora, al momento della commercializzazione. Le rese in formaggi a pasta filata e sottoprodotti derivati (burro e ricotta), variano a seconda della materia prima, dell'umidità dei prodotti finiti, ma soprattutto a seconda della tecnologia di lavorazione. Da 100 litri di siero di latte di bufala, derivante dalla produzione di mozzarella, si ottengono da 4,5 a 7 kg di ricotta oppure 0,700 – 1 kg di burro; invece da 100 litri di siero di latte di vacca, derivanti dalla produzione di fior di latte, si ottengono da 3 a 4 kg di ricotta oppure 0,500 kg di burro.
Questi valori vanno quasi raddoppiati in caso di filatura meccanica. Il grasso che fuoriesce dalla cagliata matura in corso di filatura con acqua bollente viene recuperato aggiungendo il liquido di filatura al siero e poi scremando il tutto. Da 100 kg di latte di bufala si ottengono circa 20 – 22 kg di mozzarella (resa dopo 24 ore); da 100 kg di latte di vacca si ottengono circa 10 – 12 kg di mozzarella. I formaggi a pasta filata si differenziano in freschi o morbidi, semi-freschi o semiduri, e stagionati o duri. I formaggi a pasta filata freschi possono essere ottenuti da latte di vacca, latte di bufala, latte misto (latte di vacca e latte di bufala) ed anche con il latte di pecora (Citro A. 2010).

#### Formaggi a pasta pressata
I formaggi a "pasta pressata" sono quelli come il Canestrato pugliese o il Raschera, il cui processo di lavorazione prevede la pressatura meccanica della cagliata per facilitare la fuoriuscita del siero in essa contenuto. Tali formaggi sono tutti caratterizzati dalla formazione, a seguito di una stagionatura media, di una crosta regolare e ben definita.

#### Formaggi a pasta fusa
I formaggi fusi sono quelli la cui cagliata, dopo eventuale breve maturazione, è sottoposta a fusione. Alcune legislazioni nazionali prevedono delle restrizioni per la produzione dei formaggi fusi. Un classico "formaggio" fuso è quello a fette, anche conosciuto come "sottilette" (senza dimenticare i numerosi e famosi formaggi fusi di provenienza dagli Stati Uniti, venduti a fette per la confezione dei panini imbottiti).
Esempi di maggior livello qualitativo di formaggio fuso sono le sottilette ottenute da formaggi che non hanno ottenuto il marchio DOP per piccoli difetti esterni (seconda scelta), come succede anche per i preparati di formaggio grattugiato.

## La crosta del formaggio
La crosta del formaggio è il rivestimento esterno che ricopre alcuni formaggi (i formaggi freschissimi, ad esempio, ne sono completamente sprovvisti). Può essere di varie consistenze, spessore e colore, e si divide principalmente in artificiale e naturale; un esempio di crosta artificiale è la cera nera che ricopre il formaggio inglese Derby alla salvia, mentre con crosta naturale si intende la crosta che si forma da sola durante il processo di lavorazione del formaggio. Due tipi particolari sono la "crosta fiorita" e la "crosta lavata".

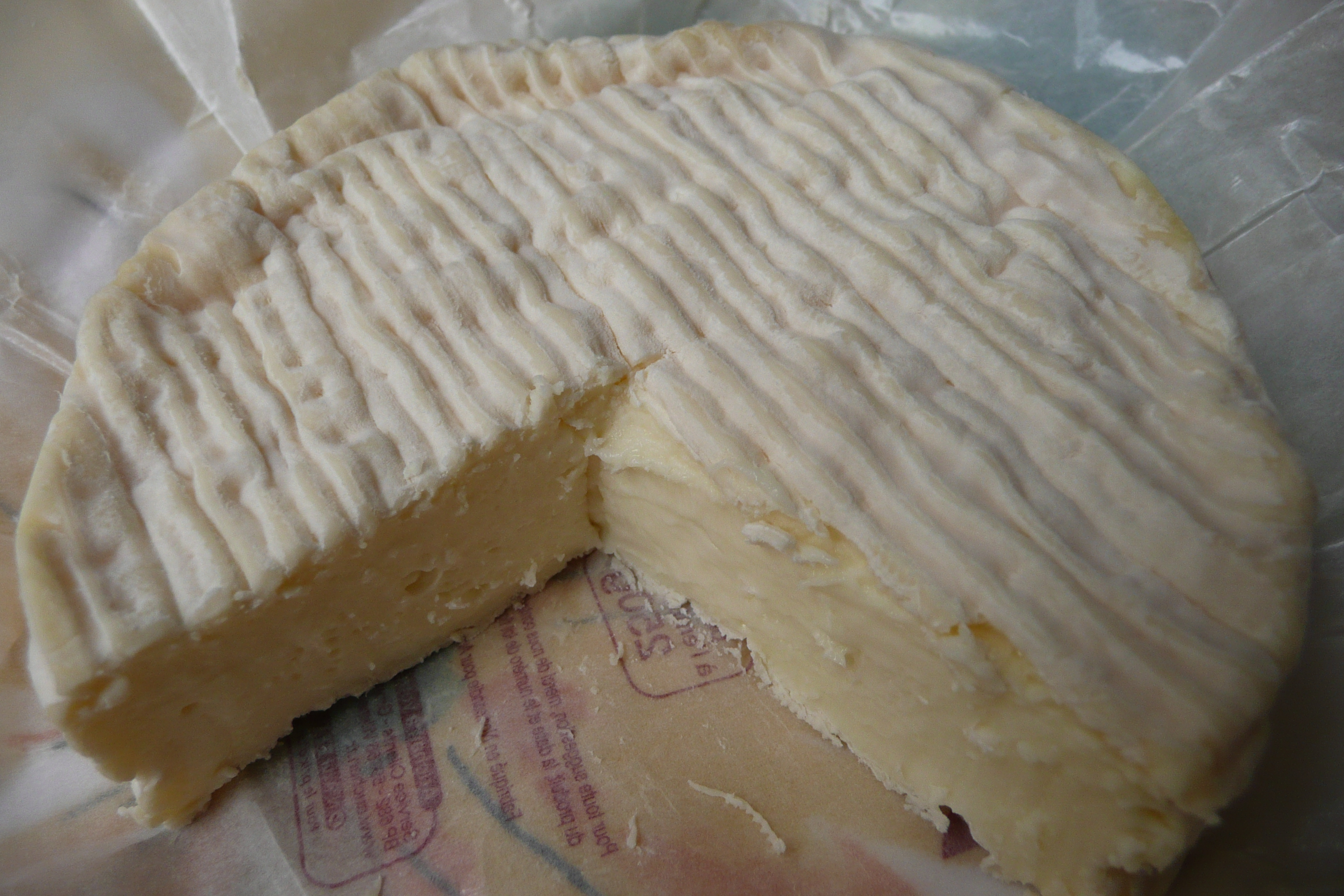
La crosta fiorita/brinata del Camembert fermier

### Formaggi a crosta fiorita
I formaggi a "crosta fiorita" o "crosta brinata" sono il Brie, il Camembert e il Caprice des dieux che, nel momento della lavorazione, vengono sottoposti ad un trattamento tramite muffe speciali del genere Penicillium, come il Penicillium camemberti. Il procedimento può essere di due tipi: insemenzamento delle spore nel latte prima di aggiungere il caglio oppure aspersione delle spore sulla crosta, durante la maturazione della forma. Tali muffe conferiscono alla crosta la tipica consistenza soffice e la colorazione biancastra, ricordando talvolta un prato fiorito e talvolta uno strato di brina. In provincia di Brescia è diffusa, per tradizione, la produzione di "robiole" (sia di latte vaccino che caprino) a crosta fiorita (si utilizza quasi sempre il Penicillium camemberti spruzzato sulla superficie). Nel caso di croste fiorite ottenute da Geotrichum candidum, questo si innesta (in soluzione acquosa) insieme ai fermenti, nel latte prima della coagulazione.

### Formaggi a crosta lavata
I formaggi a "crosta lavata" o "crosta rossa" sono quelli come il Pont-l'Évêque o il Maroilles, la cui superficie viene ripetutamente lavata e spazzolata al fine di eliminare le muffe che si formano, permettendo la crescita di un particolare tipo di batteri che conferiscono alla crosta la tipica colorazione rosso-marrone il che incide sul sapore e sull'aroma del formaggio. La lavatura della crosta avviene principalmente per mezzo di acqua salata, ma anche birra, brandy e altre soluzioni.
Il formaggio DOP italiano a crosta lavata più famoso è il Taleggio.

### Formaggi conciati
I formaggi conciati (detti anche "a crosta trattata") sono quei formaggi ricoperti da sostanze naturali aromatizzanti e/o protettive, le quali modificano, durante la stagionatura, l'aspetto della parte superficiale. Gli esempi più diffusi sono i formaggi immersi o avvolti in: vinacce, foglie, erbe aromatiche, crusca, spezie, vino, olio (a volte con aggiunte di aceto), pomodoro, cenere, paglia/fieno.
I formaggi elaborati sono simili ai conciati sebbene spesso si riserva questo termine per intendere i prodotti che incorporano al loro interno (quindi non sulla superficie esterna) l'aggiunta di ingredienti (ad esempio: tartufo, spezie, miele, alghe, aglio).

## La stagionatura del formaggio
Con "maturazione" del formaggio o "stagionatura" si intende il processo di sosta evolutiva al quale viene sottoposto un formaggio. È una fase che è caratterizzata da profonde trasformazioni. A livello chimico si hanno la fermentazione degli zuccheri e la degradazione di proteine e grassi. Le forme vengono generalmente poste nelle cantine o celle dove vengono fatte riposare per settimane, mesi o anni a seconda del tipo di formaggio, in un ambiente chiuso e con un'umidità particolarmente alta, attorno al 90%. La cantina non è però l'unico luogo per la stagionatura, vi sono infatti formaggi come il formaggio di fossa o il formaggio di grotta che, come suggerisce il nome, vengono lasciati riposare per alcune settimane in fosse artificiali o naturali appositamente predisposte.
Nel mondo caseario esiste l'"affinatore" specialista che stagiona i formaggi in condizioni ideali. L'affinamento, se è eseguito in maniera ottimale, è una fase decisamente importante per far raggiungere al prodotto elevati livelli di qualità. Equivale alla conservazione in bottiglia dei grandi vini da invecchiamento.

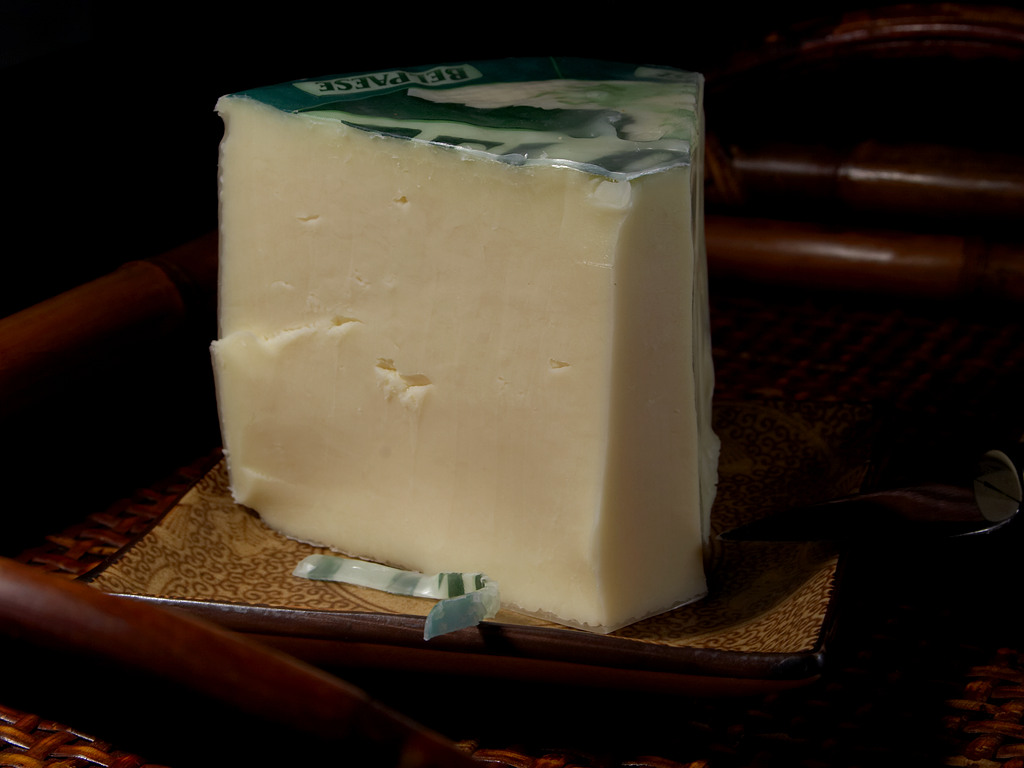
Formaggio fresco Bel paese

Le distinzioni relative alla stagionatura sono relative ai tempi della stessa e non sono da confondere (sebbene siano fisicamente correlate) con quelle relative alla consistenza della pasta.

### Formaggi freschi
I formaggi "freschi" sono quelli a pasta molle (spesso di consistenza cremosa o tenera) come la crescenza oppure certi caprini, la cui cagliata oltre a non essere stata sottoposta a cottura, non è stata nemmeno sottoposta a stagionatura ma solo a maturazione comunque inferiore ai 30 giorni. Questi formaggi contengono fino all'80% di acqua e non presentano mai la crosta oppure solo una sottile pelle. Il formaggio fresco è quindi un prodotto i cui tempi di deperibilità sono molto brevi e il consumo avviene entro pochi giorni dalla lavorazione.
Esiste anche la categoria dei formaggi "freschissimi" (detti anche "a maturazione rapida"), che sono quelli con breve maturazione entro le 2 settimane (24-48 ore nel caso del mascarpone). Un formaggio DOP italiano che rientra in questa categoria è lo Squacquerone di Romagna.
In alcuni casi, erroneamente, si inseriscono in questo raggruppamento prodotti che non sono formaggi bensì latticini (il classico esempio: la ricotta).

### Formaggi a stagionatura media
I formaggi "a stagionatura media" sono quelli il cui periodo di stagionatura è inferiore ai 6 mesi ma oltre il mese (sotto tale periodo si è nel caso dei formaggi "freschi").

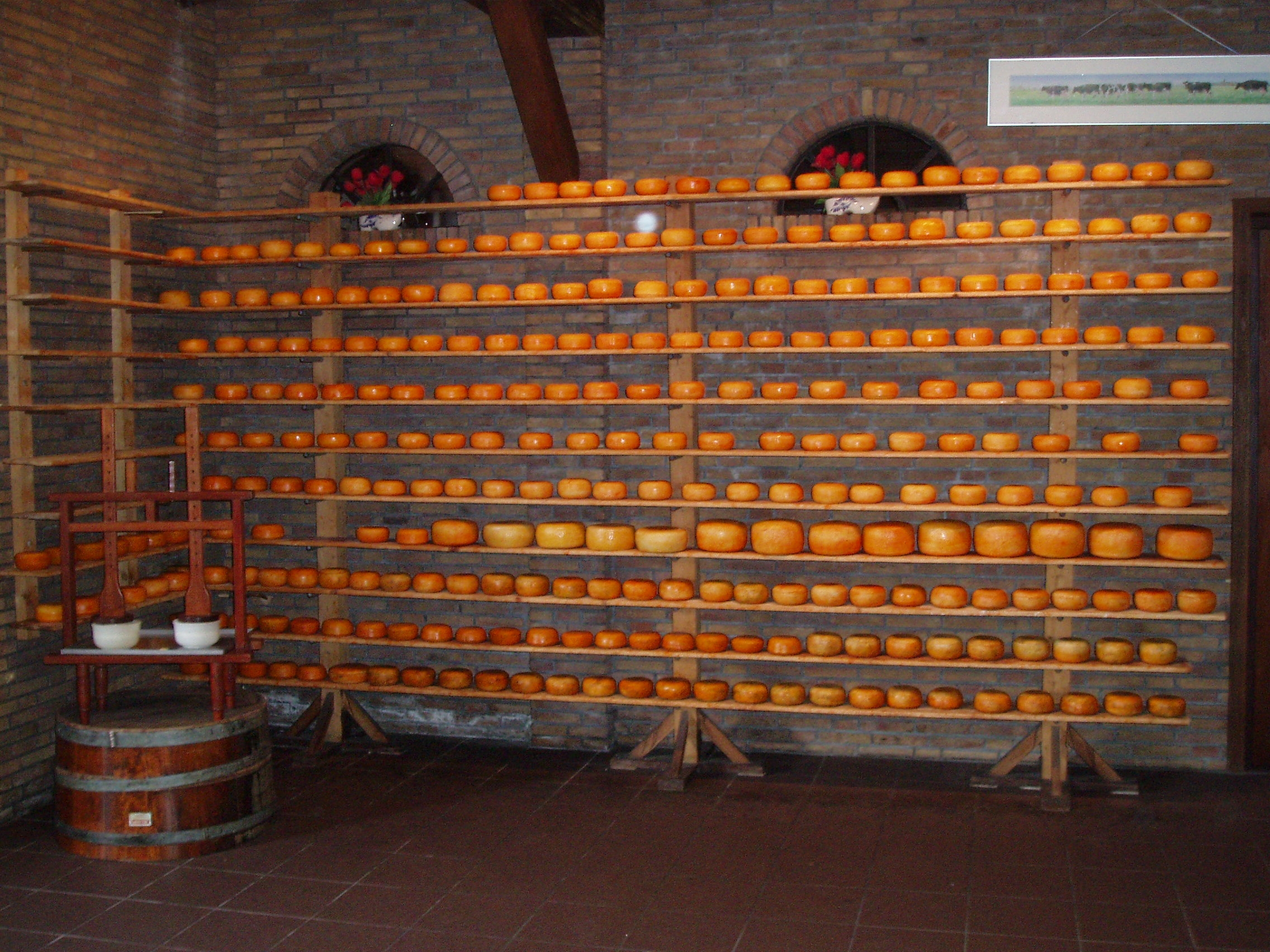
Forme di formaggio a stagionatura lenta nei Paesi Bassi

### Formaggi a stagionatura lenta
I formaggi "a stagionatura lenta" (o "lunga") sono quelli il cui periodo di stagionatura va oltre i 6 mesi per arrivare a 12 e oltre nel caso dei cosiddetti formaggi "extraduri".

### Formaggi affumicati
I formaggi "affumicati" sono i formaggi sottoposti, in fase di maturazione, ad un processo di affumicatura che conferisce il classico aroma. Diverse varietà di pecorino o di provolone ma anche di ricotta (che però non è un formaggio) sono di tipo affumicato. In alta Val Camonica (Provincia di Brescia) esiste il fatulì (PAT), caprino affumicato a pasta semidura. Mediocri sono i formaggi "aromatizzati" al gusto di fumo, che non sono sottoposti ad un vero procedimento di affumicatura ma a trattamenti chimici. La scamorza viene prodotta anche in versione affumicata, nelle regioni Campania, Basilicata, Abruzzo, Molise e Puglia.